# Miss Fisher rejtélyes esetei (televíziós sorozat)
A Miss Fisher rejtélyes esetei ausztrál televíziós drámasorozat. 2012. február 24-én vetítették először az ABC csatornán. Kerry Greenwood regényei alapján Deb Cox és Fiona Eagger készítette. A sorozat az elbűvölő magándetektív, Phryne Fisher (Essie Davis) életét mutatja be az 1920-as évekbeli Melbourne-ben. Az első évad 13 részét 2011 júliusától 6 hónap alatt forgatták le Melbourne-ön kívül és belül, a részenkénti 1 millió ausztrál dolláros büdzséből. A sorozatot 120 országban vásárolták meg világszerte a csatornák. A második évadot 2012 augusztusában rendelték meg, a forgatás 2013 februárjában kezdődött. A harmadik széria 2014 júniusában lett berendelve, 2015. május 8-i kezdéssel.
A jövőben egy film ugyanúgy elképzelhető, mint egy esetleges negyedik évad, de egyik híresztelést sem erősítették még meg a sorozat jövőjével kapcsolatban, a szereplőket és a csapatot viszont érdekelné a folytatás.[forrás?]

## Koncepció
A sorozat producere és írója, Deb Cox azt nyilatkozta, hogy Fiona Eaggerrel egy krimit szerettek volna televízióra adaptálni és úgy hitték, hogy az ABC (Australian Broadcasting Corporation) épp egy krimi sorozatot keres a csatornájukra főműsoridőre. A producerek csalódottak voltak a kezdeti találatok miatt, Cox azt mondta: „Nagyon sokáig tart összegyűjteni a költségekre az összeget, megírni a forgatókönyvet és elkészíteni egy televíziós sorozatot, ezért mindenképpen azt kell érezned, hogy megéri – mind pénzügyileg és gondolatban. Nehéz volt okot találni arra, hogy pszichotikus emberekről és sorozatgyilkosokról szóló sorozatot vigyünk a képernyőre.” Cox és Eagger ekkor akadtak rá Kerry Greenwood Phryne Fisher rejtélyes gyilkos eseteire, ami rögtön bevonzotta őket a különféle rajongók miatt.
Eagger nyilatkozata szerint mindketten kíváncsiak voltak, hogy vajon mi tehette ezt a sorozatot olyan szerethetővé minden generáció számára. Azt mondta az egyik magazinnak, hogy: „Kicsit kíváncsiak voltunk rá, mi volt benne, ami ugyanúgy elvarázsolt egy 16 évest, mint egy 70 évest. Phryne egyike az első feministának. Egyedül kíván élni, nem akar megházasodni. Sok szeretője van. Kicsit olyan, mint egy James Bond akcióhős – habár sokkal jobban öltözött, mint Bond.” Cox és Eagger rájött, hogy a regények tükrözik a morális értékeiket és beleillettek az általuk elképzelt történetmesélésbe, így adaptálni kezdték őket.
Először mindketten úgy gondolták, hogy regényt átírni sokkal egyszerűbb, mint saját forgatókönyvet írni, de hamar rájöttek, hogy ez nem így van. Andrew Wrathallnak Cox a következőt állította: „Teljesen más képességek kellenek ahhoz, hogy megőrizzük a legfontosabb dolgokat a történetekben, racionalizáljuk a lehetetlent és hogy összegyűjtsük a maradékot egy teljes egésszé és tükrözze a képzelet határtalan lehetőségeit, amit a papírra vetett néhány száz szó vált ki az olvasók fejében – mindezt olyan módon, ami elérhető gyártási szempontból!” Hozzátette, hogy a korlátozások próbára tették a találékonyságuk és kreativitásuk határait. Greenwoodot meghívták az első brainstormingra a sorozattal kapcsolatban, aki válaszokkal szolgált a producerek kérdéseire és segített a regény történelmi hátterével kapcsolatban is. Az író elolvasta a szövegkönyveket és segített javítani őket. Cox dicsérte Greenwood azon képességét, hogy képernyőre írjon és hogy elfogadja a regényekben tett változtatásokat. 2011 júniusában bejelentették, hogy az ABC berendelte egy 13 részes sorozat vetítését saját csatornájukon, az ABC1-en, a következő évben. A drámát először Phryne Fisher rejtélyes eseteinek nevezték el, de a terjesztő (All3Media) tanácsára megváltoztatták, mert el szerették volna kerülni a kiejtéssel kapcsolatos magyarázkodásokat a nemzetközi televíziós társaságoknak Phryne nevével kapcsolatban.

## Epizódok

### Első évad (2012)
| Sor. | Év. | Cím                          | Rendező          | Író                            | Premier           | Nézettség |
| ---- | --- | ---------------------------- | ---------------- | ------------------------------ | ----------------- | --------- |
| 1.   | 1.  | Cocaine Blues                | Tony Tilse       | Deb Cox                        | 2012. február 24. | 1,099     |
| 2.   | 2.  | Murder on the Ballarat Train | Kate Dennis      | Elizabeth Coleman és Deb Cox   | 2012. március 2.  | 0,868     |
| 3.   | 3.  | The Green Mill Murder        | Kate Dennis      | Michael Miller                 | 2012. március 9.  | 0,934     |
| 4.   | 4.  | Death at Victoria Dock       | Tony Tilse       | Shelley Birse                  | 2012. március 16. | 0,951     |
| 5.   | 5.  | Raisins and Almonds          | David Caesar     | Michael Miller                 | 2012. március 23. | 0,905     |
| 6.   | 6.  | Ruddy Gore                   | David Caesar     | Liz Doran                      | 2012. március 30. | 0,803     |
| 7.   | 7.  | Murder in Montparnasse       | Clayton Jacobson | Ysabelle Dean                  | 2012. április 6.  | 0,856     |
| 8.   | 8.  | Away with the Fairies        | Emma Freeman     | Ysabelle Dean és Kelly Lefever | 2012. április 13. | 0,972     |
| 9.   | 9.  | Queen of the Flowers         | Clayton Jacobson | Deb Cox és Jo Martino          | 2012. április 20. | 0,848     |
| 10.  | 10. | Death by Miss Adventure      | Daina Reid       | Liz Doran és Chris Corbett     | 2012. április 27. | 0,829     |
| 11.  | 11. | Blood and Circuses           | Emma Freeman     | Shelley Birse                  | 2012. május 4.    | 0,877     |
| 12.  | 12. | Murder in the Dark           | Daina Reid       | Ysabelle Dean                  | 2012. május 11.   | 0,857     |
| 13.  | 13. | King Memses' Curse           | Daina Reid       | Deb Cox és Elizabeth Coleman   | 2012. május 18.   | 0,903     |

### Második évad (2013)
| Sor. | Év. | Cím                        | Rendező          | Író                           | Premier              | Nézettség |
| ---- | --- | -------------------------- | ---------------- | ----------------------------- | -------------------- | --------- |
| 14.  | 1.  | Murder Most Scandalous     | Tony Tilse       | Kristen Dunphy                | 2013. szeptember 6.  | 0,852     |
| 15.  | 2.  | Death Comes Knocking       | Ken Cameron      | Ysabelle Dean                 | 2013. szeptember 13. | 0,827     |
| 16.  | 3.  | Dead Man's Chest           | Ken Cameron      | John Banas                    | 2013. szeptember 20. | 0,729     |
| 17.  | 4.  | Deadweight                 | Declan Eames     | John Banas                    | 2013. szeptember 27. | 0,806     |
| 18.  | 5.  | Murder A La Mode           | Sian Davies      | Kristen Dunphy                | 2013. október 4.     | 0,926     |
| 19.  | 6.  | Marked For Murder          | Declan Eames     | John Banas                    | 2013. október 11.    | 0,896     |
| 20.  | 7.  | Blood At The Wheel         | Sian Davies      | Michelle Offen                | 2013. október 18.    | 0,912     |
| 21.  | 8.  | The Blood of Juana the Mad | Peter Adrikidis  | John Banas                    | 2013. október 25.    | 0,890     |
| 22.  | 9.  | Framed For Murder          | Peter Adrikidis  | Chris Corbett                 | 2013. november 1.    | 0,912     |
| 23.  | 10. | Death On The Vine          | Catherine Millar | Chris Corbett                 | 2013. november 8.    | 0,856     |
| 24.  | 11. | Dead Air                   | Catherine Millar | Ysabelle Dean és Mia Tolhurst | 2013. november 15.   | 0,874     |
| 25.  | 12. | Unnatural Habits           | Tony Tilse       | Ysabelle Dean                 | 2013. november 22.   | 0,908     |
| 26.  | 13. | Murder Under the Mistletoe | Tony Tilse       | Elizabeth Coleman             | 2013. december 22.   | 0,969     |

### Harmadik évad (2015)
| Sor. | Év. | Cím                 | Rendező          | Író               | Premier          | Nézettség |
| ---- | --- | ------------------- | ---------------- | ----------------- | ---------------- | --------- |
| 27.  | 1.  | Death Defying Feats | Tony Tilse       | Elizabeth Coleman | 2015. május 8.   | 1,071     |
| 28.  | 2.  | Murder & the Maiden | Tony Tilse       | Ysabelle Dean     | 2015. május 15.  | 1,006     |
| 29.  | 3.  | Murder & Mozzarella | Peter Andrikidis | Chris Corbett     | 2015. május 22.  | 0,988     |
| 30.  | 4.  | Blood & Money       | Peter Andrikidis | Belinda Chayko    | 2015. május 29.  | 0,968     |
| 31.  | 5.  | Death & Hysteria    | Mat King         | Ysabelle Dean     | 2015. június 5.  | 0,954     |
| 32.  | 6.  | Death at the Grand  | Mat King         | Chris Corbett     | 2015. június 12. | 0,999     |
| 33.  | 7.  | Game, Set & Murder  | Daina Reid       | Elizabeth Coleman | 2015. június 19. | 0,932     |
| 34.  | 8.  | Death Do Us Part    | Daina Reid       | Kris Wyld         | 2015. június 26. | 1,004     |

## Fordítás
- Ez a szócikk részben vagy egészben  a   Miss Fisher's Murder Mysteries című angol Wikipédia-szócikk ezen változatának fordításán alapul.  Az eredeti cikk szerkesztőit annak laptörténete sorolja fel. Ez a jelzés csupán a megfogalmazás eredetét és a szerzői jogokat jelzi, nem szolgál a cikkben szereplő információk forrásmegjelöléseként.